# Měšek II. Opolsko-Ratibořský
Měšek II. Opolsko-Ratibořský, zvaný Otylý nebo Tlustý (asi 1220 – 22. října 1246) byl opolským a ratibořským knížetem z rodu Piastovců.
Narodil se jako syn Kazimíra I. Opolského a Violy, pocházející zřejmě z Bulharska. Po smrti otce v roce 1230 se regentem Opolsko-Ratibořska stal Jindřich I. Bradatý. Kolem roku 1237 obdržel Měšek s matkou a bratrem Kališ. Po smrti Jindřicha Bradatého a nástupu jeho syna Jindřicha II. se Měšek stal knížetem opolsko-ratibořským. Brzy poté se oženil s Juditou Mazovskou, dcerou Konráda I. Mazovského. Tento sňatek byl zřejmě součástí spojenectví s mazovskými Piastovci. Po vpádu Mongolů do Polska se Měškovi pravděpodobně podařilo porazit vojsko u Ratiboře, v největším střetnutí u Lehnice však s jeho vojskem ustoupil před Mongoly, čímž zpečetil prohru polského vojska. V roce 1243 se zúčastnil prohrané bitvy u Suchdolu na straně Konráda Mazovského. Poté se účastnil dalších vpádu do Malopolska. Zemřel bezdětný v říjnu 1246. Jeho nástupcem se stal jeho bratr Vladislav.

## Život

### Mládí

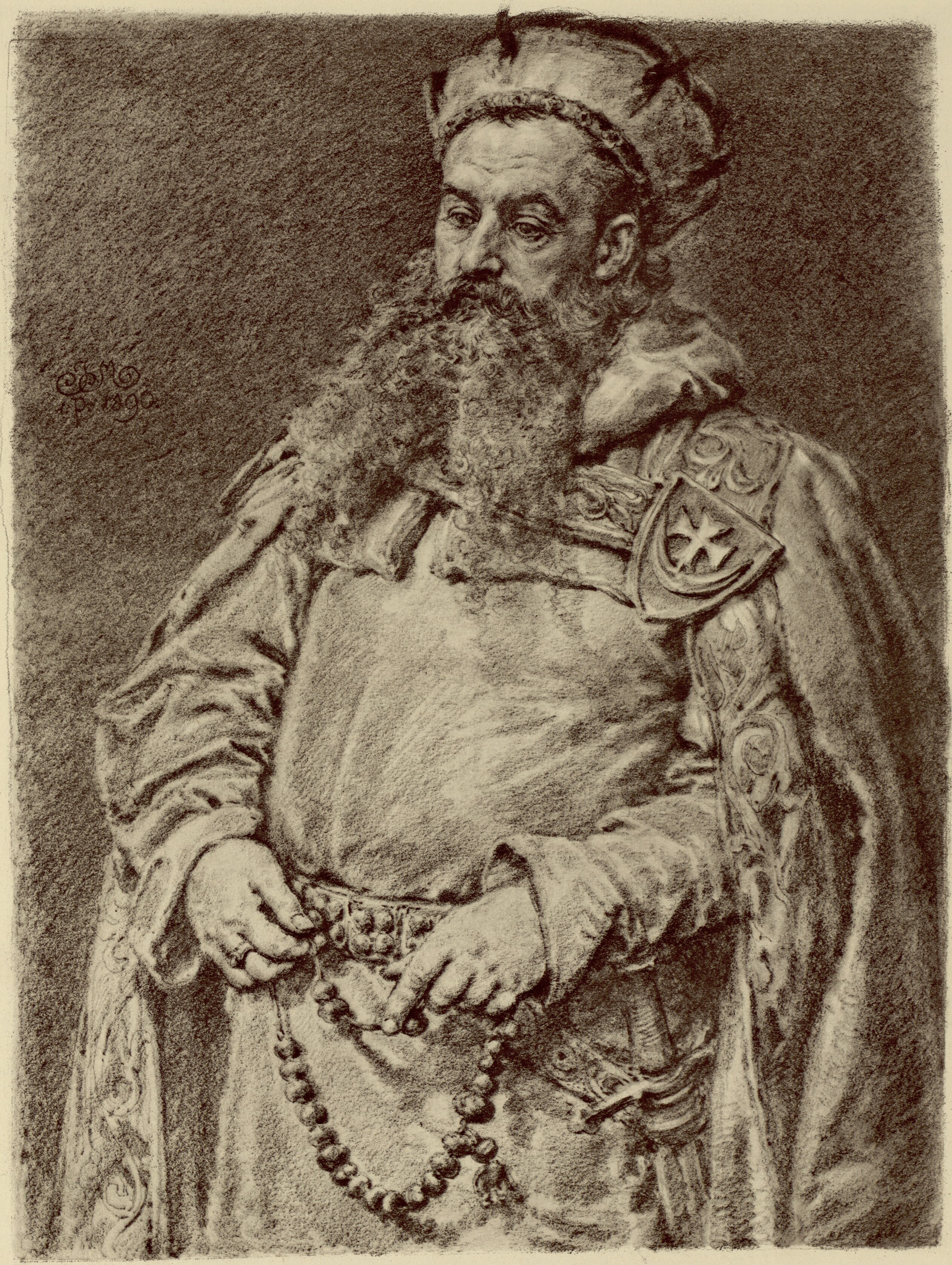
Jindřich I. Bradatý, poručník Měška a jeho bratra Vladislava na obraze od Jana Matejka.

Měšek se narodil jako prvorozený syn Kazimíra I. Opolského a jeho ženy Violy Opolské kolem roku 1220, přesné datum však není známo. Měl mladšího bratra, Vladislava a také dvě sestry. Jeho otec zemřel roku 1230. Poručníkem jeho synů se stal Kazimírův bratranec a vratislavský kníže, Jindřich I. Bradatý. Podle historika Vladislava Sobocińského byla regentkou za nezletilého Měška jeho matka Viola. Jindřich však nepřipojil Opolsko-Ratibořsko ke svému zemí hned po své smrti, respektoval starší dohodu, podle které si potomci Jindřicha a Měška Křivonohého nebudou dělat nároky na území těch druhých. Podle Benedikta Zientary došlo mezi Jindřichem a Violou, Měškovou poručnicí v roce 1233 k určitému sporu. Argumentoval listinou, podle níž si Viola vymáhala na papeži ochranu. Podle Přemysla Bara však listina neznamenala spor, ale naopak těsnější spolupráci s Jindřichem Bradatým. Podle Vladislava Dziewulského získala na přelomu let 1237 a 1238 výměnou za Opolsko Viola a její synové do užívání Kališ. S tímto názorem však nesouhlasil Jerzy Rajman, podle kterého ještě v srpnu 1238 byla v držení vratislavského knížete.

### Za vlády Jindřicha Pobožného

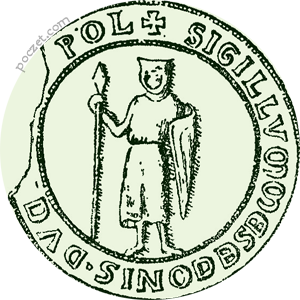
Pečeť Měška II. z počátku jeho vlády.

Jindřich Bradatý zemřel 19. března 1238 a novým knížetem se stal Jindřich II. Pobožný. Změnu na knížecím stolci využil tehdy již plnoletý Měšek, který získal ještě před koncem roku 1238 opolsko-ratibořské knížectví. Matce a bratrovi však i nadále zůstal Kališ. Jako opolský kníže vydal 19. února 1239 svoji první listinu. Brzy získání moci začal jednat s Konrádem I. Mazovským, s jehož dcerou Juditou se před 24. zářím oženil. Vladislav Dziewulski se domníval, že sňatkem se Měšek dostal do tábora nepřátel Jindřicha II. Pobožného. Historik Jerzy Rejman však tento názor odmítl, podle něj měl být sňatek prostředkem ke spojenectví s Konrádem proti velkopolským Piastovcům, podpořený sňatkem Jindřichových dcer Gertrudy a Konstancie se syny Konráda Mazovského, Boleslavem a Kazimírem.

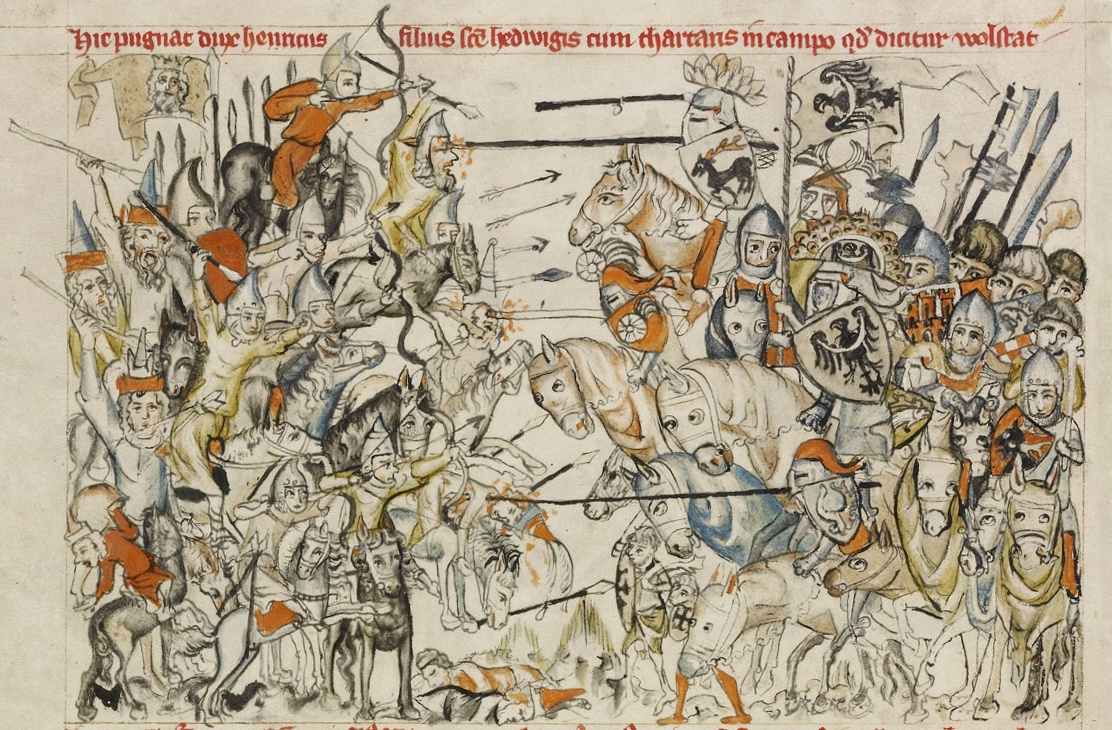
Bitva u Lehnice, obraz z 14. století

Počátkem roku 1241 vpadlo do Polska a Uher obrovské vojsko Mongolů. Již v polovině března padla Sandoměř a brzy poté dobyli Mongolové také Krakov. Mongolové se poté přesunuli do Horního Slezska, podle Velkopolské kroniky zde došlo k bojům u Ratiboře. Podle Jan Długosze je zde porazil. Naopak Přemysl Bar, který se odvolával na Velkopolskou kroniku, se domníval, že společně s Boleslavem Děpolticem byl Měšek poražen a oba vévodové se vydali k Lehnici, kde se formovalo další vojsko. Na Dobrém poli nedaleko Lehnice se 9. dubna 1241 odehrála bitva. Zde podle Jana Długosze odehrál Měšek klíčovou roli, když se mylně domníval, že Mongolové chystají silný výpad, nařídil ústup, čímž přišly Poláci o velký počet vojáků. Na rozdíl od Boleslava Děpoltice nebo Jindřicha Pobožného, kteří v bitvě padli, však přežil.

### Závěr života

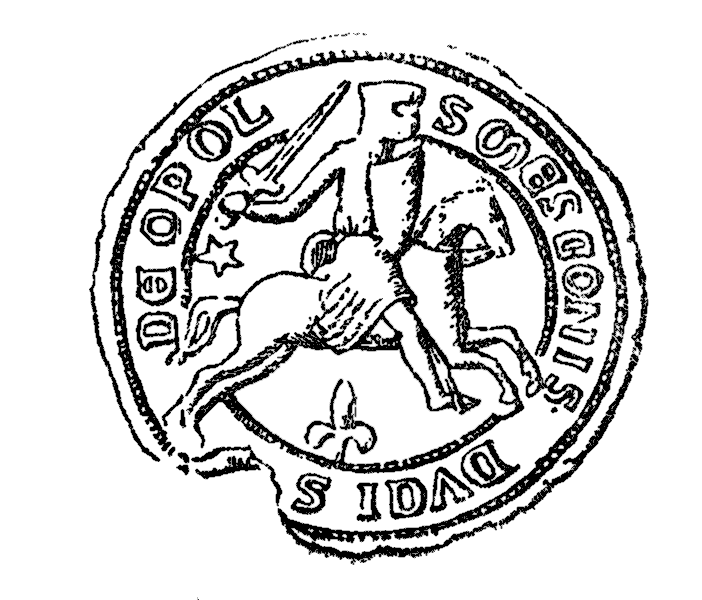
Pečeť Měška II. z roku 1245.

Po smrti Jindřicha Pobožného se stal novým krakovským knížetem mladý Boleslav II. Rogatka. Ještě před koncem roku 1241 však Boleslav Krakov ztratil a novým knížetem se stal Měškův tchán, Konrád Mazovský. Podle Jerzyho Rajmana Měšek do těchto bojů nezasáhl, čekal jak se situace vyvine. V roce 1243 však proti Konrádovi znovu vzrostly nepokoje, do jejichž čela se postavil Konrádův synovec, Boleslav Stydlivý. Měšek se již do tohoto konfliktu hodlal zapojit ve prospěch svého zetě, Konráda. 25. března 1243 se setkal s matkou a bratrem Vladislavem, který se stal knížetem kališským, a zřejmě vedl válku s Přemyslem I. Velkopolským. I přes to, že na straně Konráda a jeho synů stáli kromě Měška, také Přemysl Velkopolský a Daniel Romanovič Haličský, 25. května 1243 v bitva u Suchdolu zvítězilo vojsko Boleslava Stydlivého, který se stal novým krakovským knížetem. Měšek se pak účastnil výpadu v roce 1244. Výpad o dva roky později už skončil pro Měška úspěšně, neboť se mu podařilo dobýt území kolem Lelówa.
Měšek upíral úděl svému vlastnímu bratrovi Vladislavovi, i přestože po útoku Přemysla I. v roce 1244 zbyl Vladislavovi pouze hrad v Rudě. Měšek podporoval církevní řády, zvlášť johanity. Obdaroval několik církevních institucí, z nichž nejznámějšími jsou cisterciácké opatství v Lubiąz, kolegiátní kostel sv. Kříže v Opolí, vratislavské biskupství, špitál sv. Ducha ve Vratislavi nebo proboštství křižovníků v Miechowie. Různá nekrologia uvádí jako data smrti Měška mezi 18. a 28. říjnem, nejstarší uvádí jako datum smrti 22. října. Podle Markéty Jarošové zemřel Měšek již roku 1245, odvolávala se na jeho závěť, ta však mohla být zhotovena o několik dní dříve. Měšek tak mohl zemřít až o rok později, v roce 1246. Přízvisko Otylý, stejně jako jeho neplodnost mu poprvé přiřadil kronikář Jan Długosz. Měšek neměl dobré zdraví, proto zemřel v tak mladém věku. Jeho území převzal jeho bratr Vladislav.